# Montluçon
Montluçon este un oraș în Franța, sub-prefectură a departamentului Allier în regiunea Auvergne.

## Personalități născute aici
- André Messager (1853 - 1929), compozitor, dirijor;
- Roger Walkowiak⁠(d) (1927 - 2017), ciclist;
- Bernadette Vergnaud (n. 1950), om politic europarlamentar;
- Olivier Weber (n. 1958), romancier, jurnalist.

1. ↑  répertoire géographique des communes, accesat în 26 octombrie 2015
2. ↑  dataset of postal codes in France, 1 octombrie 2018